# Rochel Gelman
Rochel Gelman (* 23. Januar 1942)  ist eine kanadisch-US-amerikanische Entwicklungspsychologin und Kognitionswissenschaftlerin.

## Biographie
Rochel Gelman wuchs in Toronto auf und studierte an der University of Toronto (B.A. 1963)  und an der University of California, Los Angeles mit dem Master-Abschluss 1965 und der Promotion 1967. Sie lehrte und forschte zunächst an der Brown University (Assistant Professor 1967/68), von 1968 bis 1989 an der University of Pennsylvania (Associate Professor 1972, volle Professur 1977), 1989 bis 2000 an der UCLA und danach an der Rutgers University, wo sie Distinguished Professor wurde und 2002 bis 2011 Ko-Direktorin des Rutgers Center for Cognitive Science (RuCCS) war. In den 2010er Jahren war sie auch aktiv darin, Verbindungen mit dem Institut für Psychologie in Peking herzustellen.
Sie war Gastwissenschaftlerin an der University of California, Irvine (1973/74), an der New York University (2005/06) und der Universität London (2005/06), Fellow am Center for Advanced Study in the Behavioral Sciences in Palo Alto (1977/78, 1984/85) und Gastprofessorin an der University of Minnesota (1968).
Zu ihren Studenten gehört Susan Goldin-Meadow.

## Werk
Rochel Gelman untersuchte die kognitive Entwicklung von Vorschulkindern und Kleinkindern, zum Beispiel wie sie den Umfang mit elementarer Mathematik erlernen (natürliche Zahlen und Zählen, Arithmetik), den Unterschied zwischen lebendigen und toten Objekten wie Maschinen, das Erlernen des korrekten sprachlichen Ausdrucks und der Verwendung von Wörtern im Gespräch mit anderen und das Erlernen kausaler Zusammenhänge. Sie untersuchte aber auch die Schwierigkeiten bei älteren Menschen, Konzepte in Naturwissenschaft und Mathematik zu verstehen wie das der rationalen Zahlen. Rochel Gelman arbeitete sowohl empirisch als auch theoretisch, entwickelte in kreativer Weise neue Protokolle und stellte mit ihren Forschungsergebnissen langgehegte  ältere Vorstellungen über die kognitive Entwicklung von Kindern in Frage. Sie entwickelte einen theoretischen Rahmen, der sowohl die vorgegebenen kognitiven Strukturen bei Kindern als auch die Rolle des Lernens berücksichtigt.

## Ehrungen und Mitgliedschaften
Sie ist Mitglied der National Academy of Sciences (2006), der American Academy of Arts and Sciences. Sie war Guggenheim Fellow (1973/74) und William James Fellow der American Psychological Society und erhielt deren Mentor Award. 

## Privates
Sie ist seit 1969 mit dem Psychologie-Professor an der Rutgers University Charles R. Gallistel (Charles Randy Gallistel, * 1941) verheiratet, mit dem sie auch veröffentlichte. Er war auch Ko-Direktor des RuCCS. Das Paar hat einen 1975 geborenen Sohn.

## Schriften (Auswahl)
- mit M. Shatz: The development of communication skills: Modifications in the speech of young children as a function of listener, in: Monographs of the Society for Research in Child Development, 1973, S. 1–38
- Cognitive development, Annual Review of Psychology, Band 29, 1978, S. 297–332
- mit M. Bullock, R. Baillargeon: The development of causal reasoning, in: The Developmental Psychology of Time, 1982, S. 209–254
- mit R. Baillargeon: Review of some Piagetian concepts, in: Paul H. Mussen (Hrsg.),  Handbook of child psychology: formerly Carmichael's Manual of Child Psychology, 1983
- mit E. Meck: Preschoolers' counting: Principles before skill, Cognition, Band 13, 1983, S. 343–359
- mit C. R. Gallistel: The child's understanding of number, Harvard University Press, 1986
- First principles organize attention to and learning about relevant data: Number and the animate-inanimate distinction as examples, Cognitive Science, Band 14, 1990, S. 79–106
- mit P. Starkey, E. S. Spelke: Numerical abstraction by human infants, Cognition, Band 36, 1990, S. 97–127
- mit C. R. Gallistel: Preverbal and verbal counting and computation, Cognition, Band 44, 1992, S. 43–74
- mit J. Whalen, C. R. Gallistel: Nonverbal counting in humans: The psychophysics of number representation, Psychological Science, Band 10, 1999, S. 130–137
- mit C. R. Gallistel: Non-verbal numerical cognition: From reals to integers, Trends in Cognitive Sciences, Band 4, 2000, S. 59–65